# Brusno
Brusno je obec na Slovensku v okrese Banská Bystrica. Lázně Brusno jsou známé od 19. století. První písemná zmínka o obci jako takové pochází z roku 1424.